# Сливки (группа)
«Сли́вки» — российская женская поп-группа, известная на российской эстраде в 2000-е годы. Основной вокалисткой и лицом коллектива на протяжении десяти лет являлась Карина Кокс.

## История
Предтечей «Сливок» была петербургская группа «Discovery», солисткой которой была Карина Кокс. Начав сотрудничество с продюсером Евгением Орловым, коллектив сменил название на «Сливки». В первоначальный состав коллектива входили Карина Кокс, Дарья Ермолаева и Ирина Васильева. Через несколько месяцев группу покинула Ирина, и её место заняла Тина Чарльз Огунлейе.
Осенью 2000 года вышел дебютный клип группы на песню «Иногда». В феврале 2001 года на экраны вышел второй клип коллектива на композицию «Ты попал».
12 апреля 2001 года вышел дебютный альбом группы «Сливки» — «Первая весна». В этот же день в развлекательном комплексе «Метелица» состоялась его презентация. Также в этот день в «РИА-Новости» при участии солисток и продюсера, состоялась пресс-конференция, посвящённая выходу альбома.
В конце июля 2002 года в Японии вышел англоязычный сингл группы «Station Radi-O-Love» под псевдонимом «Cream», где на диске, включающем в себя оригинальную версию заглавного сингла и два ремикса на него, была включена англоязычная версия хита «Летели недели» под названием «I’m Back Now».
В конце 2002 года Дарья Ермолаева была отстранена от работы по состоянию здоровья. Некоторое время её заменяли солистка Евгения Морозова, которая придя в группу успела сняться в клипе на песню «Всего И D-Love». После ухода из «Сливок» она стала участницей молодого состава группы «Мираж Junior». Вскоре на смену Евгении Морозовой пришла Алла Мартынюк, которая успела сняться в одном клипе на лирическую балладу «Буду я любить». В 2003 году Ермолаева вернулась в коллектив. В конце 2004 года девушка вновь покинула группу и её заменила Регина Бурд (сценическое имя Мишель).
В 2005 году группа появилась на обложке апрельского номера журнала Playboy.
В 2006 году «Сливки» озвучили главных героинь в российском варианте компьютерной игры «Bratz — рок-звёздочки». В сентябре 2007 года коллектив выпустил альбом «Заморочки».
В августе 2008 года сообщалось, что участницы группы Карина Кокс, Регина Бурд и Мария Пантелеева были якобы задержаны в аэропорту марокканского города Касабланка за контрабанду фальшивых денежных знаков. Позже выяснилось, что имитированные денежные знаки — часть реквизита «Сливок». В том же году группу в связи с беременностью покинула Регина Бурд, супруга солиста поп-группы «Руки вверх!» Сергея Жукова. Вместо неё в группу была принята Евгения Синицкая. 
Летом 2010 года Карина Кокс заявила об уходе из группы «Сливки» и о начале сольной карьеры. 1 января 2011 года контракт певицы с коллективом истёк, после чего она официально его покинула.
В начале 2011 года Евгений Орлов объявил о полугодичном творческом перерыве коллектива, связанном с обновлением состава и подготовкой нового музыкального материала.

## Состав
| Период    | Состав      | Состав               | Состав               | Состав |
| --------- | ----------- | -------------------- | -------------------- | ------ |
| 2000—2001 | Карина Кокс | Дарья Ермолаева      | Ирина Васильева      |        |
| 2001—2002 | Карина Кокс | Дарья Ермолаева      | Тина Чарльз Огунлейе |        |
| 2002      | Карина Кокс | Евгения Морозова     | Тина Чарльз Огунлейе |        |
| 2002—2003 | Карина Кокс | Алла Мартынюк        | Тина Чарльз Огунлейе |        |
| 2003—2004 | Карина Кокс | Дарья Ермолаева      | Тина Чарльз Огунлейе |        |
| 2004—2006 | Карина Кокс | Регина (Мишель) Бурд | Тина Чарльз Огунлейе |        |
| 2006—2007 | Карина Кокс | Регина (Мишель) Бурд |                      |        |
| 2007—2008 | Карина Кокс | Регина (Мишель) Бурд | Алина Смирнова       |        |
| 2008      | Карина Кокс | Регина (Мишель) Бурд | Мария Пантелеева     |        |
| 2008      | Карина Кокс | Регина (Мишель) Бурд | Анна Пояркова        |        |
| 2008      | Карина Кокс | Регина (Мишель) Бурд | Виктория Локтева     |        |
| 2008—2010 | Карина Кокс | Евгения Синицкая     |                      |        |
|           |             |                      |                      |        |

## Дискография
- 2001 — «Первая весна»[1]
- 2002 — «Настроение…»[23]
- 2002 — «Station Radi-O-Love (Japan Single)»
- 2003 — «Легко!?»[2]
- 2005 — «Выше облаков»[24]
- 2007 — «Заморочки»

## Видеоклипы
| Год  | Клип                                                 | Режиссёр                            |
| ---- | ---------------------------------------------------- | ----------------------------------- |
| 2000 | Иногда                                               | Олег Степченко                      |
| 2001 | Ты попал                                             | Александр Игудин                    |
| 2001 | Куда уходит детство                                  | Александр Игудин                    |
| 2001 | Летели недели                                        | Александр Игудин                    |
| 2002 | Я — другая                                           | Александр Игудин                    |
| 2002 | Всего и делов                                        | Олег Гусев                          |
| 2003 | Буду я любить                                        | Андрей Сергеев                      |
| 2003 | Моя звезда (совместно с группой «Отпетые Мошенники») | Александр Игудин                    |
| 2004 | Самая лучшая (совместно с Анжеликой Варум)           | Олег Гусев                          |
| 2005 | Выше облаков                                         | Владимир Якименко                   |
| 2007 | Заморочки (совместно с Домиником Джокером)           | Константин Черепков Алексей Голубев |
| 2007 | Хватит                                               |                                     |
| 2008 | Клубная зона (совместно с Домиником Джокером)        | Алексей Голубев                     |
| 2010 | Не говори (совместно с Иваном Бреусовым)             |                                     |